# スヴァトプルク・プルスカル
スヴァトプルク・プルスカル（Svatopluk Pluskal, 1930年10月28日 - 2005年5月29日）は、チェコ（旧チェコスロバキア）の元サッカー選手、サッカー指導者。ポジションはMF（攻撃的MF、守備的MF）。

## 経歴

### クラブ
プルスカルは故郷のSKレトナ・ズリーンで選手経歴を開始した。FCチェコマ・ズリーンを経て1951年に新たに創設された軍隊のサッカークラブ、ATKプラハ（FKデュクラ・プラハの前身）に移籍すると、プルスカルはそれまでの攻撃的なポジションから守備的MFにコンバートされた。デュクラ・プラハでは中心選手として16年間で8度のリーグ優勝（1953年、1956年、1958年、1961年、1962年、1963年、1964年、1966年）に貢献した。また1960年代にアメリカ合衆国で開催されたアメリカン・カップ（世界のサッカー先進国のクラブチームが参加した大会）では三連覇に貢献。1962年大会の決勝、ブラジルのアメリカFC戦では決勝点を決めた。
様々なポジションをこなすユーティリティープレイヤーであると共に、スライディングタックルの名手であったプルスカルは膝の怪我により1968年に現役を引退した。チェコスロバキアリーグ通算282試合に出場し37得点を記録した。

### チェコスロバキア代表
チェコスロバキア代表としては、1952年に代表デビューを飾ると、1954年のFIFAワールドカップ・スイス大会、1958年のFIFAワールドカップ・スウェーデン大会、1962年のFIFAワールドカップ・チリ大会に3大会連続で出場した。特に1962年のチリ大会ではヨゼフ・マソプストと共に中盤を構成すると共に4-2-4システムを採用した同国の中心選手として活躍し、準優勝に貢献した。
チリ大会での活躍により世界的な知名度を獲得したプルスカルは1963年に世界選抜に選出され、1963年10月23日にイングランド・ウェンブリー・スタジアムで行われたFA創設100周年記念試合に出場した。また、翌年にはヨーロッパ選抜にも選出され、ユーゴスラビアのベオグラードで行われた試合に出場した。
その後、1965年のFIFAワールドカップ・イングランド大会予選で敗退すると、この年を最後に代表から退いた。プルスカルは国際Aマッチ56試合に出場し1得点を記録した。

### 引退後
引退後は指導者の道へ進み、ボヘミアンズ・プラハを始めとした国内のクラブや、キプロスのエノシス・ネオン・パラリムミの監督を務めた。2005年5月29日、脳梗塞により死去。74歳没。